# Heilig Hartbeeld (Gronsveld)
Het Heilig Hartbeeld is een standbeeld in de Nederlandse plaats Gronsveld. Het beeld staat aan de straat naast de Sint-Martinuskerk.

## Achtergrond
Het Heilig Hartbeeld werd ontworpen door de Luikse beeldhouwer Emille Pirotte. Het was een geschenk van de parochianen aan pastoor C. Oliviers, die zijn veertigjarig priesterjubileum vierde. Het beeld werd geplaatst bij de Sint-Martinuskerk en op 22 mei 1921 ingezegend. De muur rondom de kerk wordt ter hoogte van het beeld onderbroken door een open hekwerk. 

## Beschrijving
Het metalen beeld toont een Christusfiguur in gedrapeerd gewaad, staande op een halve bol. Hij houdt zijn handen, met daarin de stigmata, gespreid. Op zijn borst is een vlammend heilig hart aangebracht, bekroond met een kruisje. Het geheel staat op een eenvoudige bakstenen voetstuk.